# Gregarinidra corbula
Gregarinidra corbula is een mosdiertjessoort uit de familie van de Flustridae. De wetenschappelijke naam van de soort is voor het eerst geldig gepubliceerd in 1996 door Seo.